# Poxvirus
Poxvirus, poxviridae eller koppvirus är en av de största och mest komplexa virusfamiljerna. I virusfamiljen återfinns variolaviruset som orsakade smittkoppor, kokoppsvirus, det vacciniavirus som smittskoppsvacciner baseras på och MPVX som orsakar mpox.
Poxvirus är försedda med hölje. Deras genom är uppbyggda av cirkulärt dubbelsträngat DNA. Poxvirus är extremt stora, 140–260 × 220–450 nm vilket gör att viruspartiklarna kan ses i ljusmikroskop. Genomen kodar för 150-300 proteiner, varav ungefär en fjärdedel behövs för att bygga upp virusets kapsel.. Till skillnad från de flesta DNA-virus replikerar poxvirus i cellens cytoplasma varför viruset behöver skapa många egna proteiner för sin replikering, snarare än att bara använda cellens egna. Poxvirus replikationsmekanism och storlek medför att det delar flera egenheter med jättevirus. 
Vattkoppor orsakas trots namnet inte av ett koppvirus utan av ett virus i familjen herpesvirus. Svinkoppor (impetigo) orsakas av bakterier.